# Raymond J. Donovan
Raymond James Donovan (Bayonne, Nueva Jersey, 31 de agosto de 1930-New Vernon, Nueva Jersey, 2 de junio de 2021) fue un empresario y político estadounidense. Afiliado al Partido Republicano, se desempeñó como Secretario de Trabajo de los Estados Unidos bajo la presidencia de Ronald Reagan, entre 1981 y 1985.

## Primeros años
Donovan nació en Bayonne, Nueva Jersey, el 31 de agosto de 1930. Fue el séptimo de doce hijos del matrimonio conformado por David y Eleanor Donovan, quienes murieron cuando él tenía 18 años. Asistió a la Escuela Preparatoria de San Pedro, antes de estudiar en el Seminario de Notre Dame en Nueva Orleans, Luisiana. Aunque pensó en convertirse en sacerdote, regresó a Bayonne después de graduarse en 1952 para cuidar de sus hermanos menores.
Donovan fue empleado responsable de desempacar los camiones de cerveza Ballantine y se convirtió en parte del sindicato de trabajadores eléctricos. Luego trabajó para American Insurance Company hasta 1959, cuando se unió a Schiavone Construction Company como vicepresidente a cargo de relaciones laborales, finanzas y bienes raíces. Fue ascendido a vicepresidente ejecutivo en 1971.

## Carrera política
Reagan nombró a Donovan Secretario de Trabajo el 4 de febrero de 1981. Bajo su dirección, redujo el personal y el presupuesto del departamento, redujo las regulaciones sobre negocios a través de cambios en las prácticas de cumplimiento de la Ley de Seguridad y Salud Ocupacional (OSHA), revisó las reglas de Davis-Bacon , modificó las reglas de la Ley de Seguridad de Ingresos de Jubilación de los Empleados (ERISA), creó nuevas reglas de tareas industriales y revisó las regulaciones de cumplimiento federal.
A lo largo de su mandato, Donovan se destacó por sus tratos fríos con los líderes del trabajo organizado. Consideraron que su implementación de la agenda comercial conservadora de Reagan, de libre empresa con una regulación limitada del gobierno, reducía las protecciones en el lugar de trabajo y hacía retroceder las duras mejoras que habían logrado bajo la administración anterior de Carter. Renunció a su cargo el 15 de marzo de 1985, cinco meses después de su imputación. Fue el primer miembro en funciones del Gabinete de los Estados Unidos en ser procesado.

## Investigación criminal y exoneración
En un caso muy publicitado, Donovan y otras seis personas fueron acusados por un gran jurado del condado de El Bronx, Nueva York, por hurto y fraude en relación con un proyecto para construir una nueva extensión de línea para el metro de la ciudad de Nueva York, a través de un esquema que involucraba a la familia Genovese y un subcontratista de propiedad minoritaria. Schiavone Construction estaba obligada por su contrato con la NYCTA a subcontratar parte del trabajo a una empresa de propiedad minoritaria. La esencia del cargo era que la empresa de propiedad minoritaria (Jo-Pel Contracting and Trucking Corp) alquilaba equipos a Schiavone y, por lo tanto, no era realmente independiente de Schiavone. El 25 de mayo de 1987, Donovan, junto a todos los demás acusados, fueron absueltos. Donovan dijo: "¿A qué oficina debo acudir para recuperar mi reputación?". Reagan apoyó a Donovan durante todo el juicio y, tras la absolución de este último, afirmó que "siempre había conocido a Ray Donovan como un hombre íntegro" y "nunca había perdido la confianza en él".
Hubo una segunda investigación criminal sobre Donovan, llevada a cabo por un fiscal especial federal. Esto se debió a acusaciones sobre vínculos con personas del crimen organizado, afirmando que Donovan estuvo presente cuando un líder sindical recibió una compensación ilegal. No se formularon cargos y se puso fin a la investigación.

## Carrera empresarial
Donovan tuvo el 50% de la propiedad de Schiavone Construction hasta fines de 2007, cuando fue vendida al conglomerado español Grupo ACS. También cofundó y fue copropietario del Fiddler's Elbow Country Club. Se destacó por su filantropía en el campo de la educación y para la Iglesia Católica. También participó en un programa local que ayudó a exonerar a personas que habían sido condenadas injustamente.

## Vida personal
Donovan contrajo matrimonio con Catherine Sblendorio en 1957. Permanecieron casados hasta su muerte. Tuvieron tres hijos: Kenneth, Mary Ellen y Keith.
Donovan falleció el 2 de junio de 2021 en su casa de New Vernon, Nueva Jersey. Tenía 90 años y sufría de insuficiencia cardíaca congestiva.